# Terza Divisione FIDAF 2014
La Terza Divisione FIDAF 2014 è stata la 7ª edizione del campionato di football americano di Terza Divisione organizzato dalla FIDAF (28ª edizione del campionato di terzo livello, 12ª edizione a 9 giocatori). Vi hanno partecipato 39 squadre. Il campionato era diviso in otto gironi, formati da 4 o 5 team ciascuno.

## Squadre partecipanti
| Club                         | Città                          | Stadio            | Sponsor ufficiale | Risultato nella stagione 2013                   |
| ---------------------------- | ------------------------------ | ----------------- | ----------------- | ----------------------------------------------- |
| 65ers Arona                  | Arona (NO)                     |                   |                   | Quarti di conference                            |
| 82'ers Napoli                | Napoli                         |                   |                   | 4º posto in regular season CIF9 (girone C Sud)  |
| Achei Crotone                | Crotone                        | Stadio Ezio Scida |                   | 3º posto in regular season CIF9 (girone A Sud)  |
| Berserk Riolo Terme          | Riolo Terme (RA)               |                   |                   | Esordio nel 2014                                |
| Bills Cavallermaggiore       | Cavallermaggiore (CN)          |                   |                   | Finale di conference                            |
| Black Hammers Ostia          | Ostia (RM)                     |                   |                   | Quarti di conference                            |
| Blitz Ciriè                  | Cirié (TO)                     |                   |                   | 3º posto in regular season CIF9 (girone B Nord) |
| Caribdes Messina             | Messina                        |                   |                   | Quarti di conference                            |
| Chiefs Ravenna               | Ravenna                        |                   |                   | 4º posto in regular season LENAF (girone C)     |
| Cowboys Selvazzano           | Selvazzano Dentro (PD)         |                   |                   | 3º posto in regular season CIF9 (girone E Nord) |
| Crabs Pescara                | Pescara                        |                   |                   | Quarti di conference                            |
| Doves Bologna                | Bologna                        |                   |                   | Inattivi                                        |
| Dragons Salento              | Surbo (LE)                     |                   |                   | 3º posto in regular season CIF9 (girone B Sud)  |
| Eagles Salerno               | Salerno                        |                   |                   | Semifinali di conference                        |
| Etruschi Livorno             | Livorno                        |                   |                   | Esordio nel 2014                                |
| Gladiatori Roma              | Roma                           |                   |                   | Finale di conference                            |
| Goblins Lanciano             | Lanciano (CH)                  |                   |                   | Wild Card                                       |
| Gorillas Varese              | Varese                         |                   |                   | Esordio nel 2014                                |
| GTeam Gallarate              | Gallarate (VA)                 |                   |                   | 4º posto in regular season CIF9 (girone B Nord) |
| Hammers Lario                | Cantù (CO)                     |                   |                   | 4º posto in regular season CIF9 (girone C Nord) |
| Highlanders Catanzaro        | Catanzaro                      |                   |                   | Wild Card                                       |
| Jokers Pesaro                | Pesaro                         |                   |                   | Wild Card                                       |
| Knights Persiceto            | San Giovanni in Persiceto (BO) |                   |                   | Quarti di conference                            |
| Leones Poggiofiorito         | Poggiofiorito (CH)             |                   |                   | 4º posto in regular season CIF9 (girone E Sud)  |
| Mad Bulls Barletta           | Barletta                       |                   |                   | 4º posto in regular season CIF9 (girone B Sud)  |
| Mastiffs Ivrea               | Ivrea (TO)                     |                   |                   | Quarti di conference                            |
| Patriots Bari                | Bari                           |                   |                   | Semifinali di conference                        |
| Pirates Savona               | Savona                         |                   |                   | 4º posto in regular season CIF9 (girone A Nord) |
| Predatori Golfo del Tigullio | Chiavari (GE)                  |                   |                   | Wild Card                                       |
| Ravens Imola                 | Imola (BO)                     |                   |                   | Esordio nel 2014                                |
| Red Jackets Sarzana          | Sarzana (SP)                   |                   |                   | Finalisti                                       |
| Sentinels Isonzo             | Ronchi dei Legionari (GO)      |                   |                   | 4º posto in regular season CIF9 (girone E Nord) |
| Steelers Terni               | Terni                          |                   |                   | 3º posto in regular season CIF9 (girone D Sud)  |
| Storms CUS Pisa              | Pisa                           |                   |                   | Wild Card                                       |
| Thunders Trento              | Trento                         |                   |                   | Wild Card                                       |
| Trappers Cecina              | Cecina (LI)                    |                   |                   | Esordio nel 2014                                |
| Veterans Grosseto            | Grosseto                       |                   |                   | Quarti di conference                            |
| White Tigers Massa           | Massa                          |                   |                   | Esordio nel 2014                                |
| Wolverines Piacenza          | Piacenza                       |                   |                   | Inattivi                                        |

## Stagione regolare

### Classifica
La classifica della regular season è la seguente:
- PCT = percentuale di vittorie, G = partite giocate, V = partite vinte, P = partite perse, PF = punti fatti, PS = punti subiti
- La qualificazione ai playoff è indicata in verde (le prime due classificate di ogni girone e le 6 migliori terze)

#### Classifica Girone A
| Pos. | Squadra               | PCT   | G | V | P | PF  | PS  |
| ---- | --------------------- | ----- | - | - | - | --- | --- |
| 1    | Eagles Salerno        | 1.000 | 6 | 6 | 0 | 253 | 49  |
| 2    | Highlanders Catanzaro | .500  | 6 | 3 | 3 | 170 | 137 |
| 3    | Achei Crotone         | .500  | 6 | 3 | 3 | 164 | 157 |
| 4    | Caribdes Messina      | .000  | 6 | 0 | 6 | 64  | 308 |

#### Classifica Girone B
| Pos. | Squadra            | PCT   | G | V | P | PF  | PS  |
| ---- | ------------------ | ----- | - | - | - | --- | --- |
| 1    | Patriots Bari      | 1.000 | 6 | 6 | 0 | 145 | 24  |
| 2    | Mad Bulls Barletta | .667  | 6 | 4 | 2 | 100 | 82  |
| 3    | Dragons Salento    | .333  | 6 | 2 | 4 | 50  | 103 |
| 4    | 82'ers Napoli      | .000  | 6 | 0 | 6 | 13  | 99  |

#### Classifica Girone C
| Pos. | Squadra             | PCT  | G | V | P | PF  | PS  |
| ---- | ------------------- | ---- | - | - | - | --- | --- |
| 1    | Steelers Terni      | .667 | 6 | 4 | 2 | 134 | 99  |
| 2    | Veterans Grosseto   | .667 | 6 | 4 | 2 | 103 | 76  |
| 3    | Gladiatori Roma     | .333 | 6 | 2 | 4 | 67  | 79  |
| 4    | Black Hammers Ostia | .333 | 6 | 2 | 4 | 78  | 128 |

#### Classifica Girone D
| Pos. | Squadra              | PCT   | G | V | P | PF  | PS  |
| ---- | -------------------- | ----- | - | - | - | --- | --- |
| 1    | Jokers Fano          | 1.000 | 6 | 6 | 0 | 202 | 7   |
| 2    | Crabs Pescara        | .667  | 6 | 4 | 2 | 171 | 94  |
| 3    | Goblins Lanciano     | .333  | 6 | 2 | 4 | 136 | 135 |
| 4    | Leones Poggiofiorito | .000  | 6 | 0 | 6 | 18  | 291 |

#### Classifica Girone E
| Pos. | Squadra             | PCT  | G | V | P | PF  | PS  |
| ---- | ------------------- | ---- | - | - | - | --- | --- |
| 1    | Red Jackets Sarzana | .833 | 6 | 5 | 1 | 266 | 50  |
| 2    | Storms CUS Pisa     | .833 | 6 | 5 | 1 | 237 | 46  |
| 3    | Etruschi Livorno    | .500 | 6 | 3 | 3 | 137 | 152 |
| 4    | White Tigers Massa  | .333 | 6 | 2 | 4 | 76  | 210 |
| 5    | Trappers Cecina     | .000 | 6 | 0 | 6 | 42  | 300 |

#### Classifica Girone F
| Pos. | Squadra                      | PCT  | G | V | P | PF  | PS  |
| ---- | ---------------------------- | ---- | - | - | - | --- | --- |
| 1    | Pirates Savona               | .833 | 6 | 5 | 1 | 129 | 53  |
| 2    | Bills Cavallermaggiore       | .667 | 6 | 4 | 2 | 117 | 77  |
| 3    | Predatori Golfo del Tigullio | .667 | 6 | 4 | 2 | 110 | 73  |
| 4    | Mastiffs Ivrea               | .333 | 6 | 2 | 4 | 75  | 89  |
| 5    | Blitz Ciriè                  | .000 | 6 | 0 | 6 | 12  | 151 |

#### Classifica Girone G
| Pos. | Squadra             | PCT  | G | V | P | PF  | PS  |
| ---- | ------------------- | ---- | - | - | - | --- | --- |
| 1    | Gorillas Varese     | .833 | 6 | 5 | 1 | 176 | 67  |
| 2    | Wolverines Piacenza | .833 | 6 | 5 | 1 | 147 | 52  |
| 3    | Hammers Lario       | .500 | 6 | 3 | 3 | 133 | 100 |
| 4    | 65ers Arona         | .333 | 6 | 2 | 4 | 84  | 118 |
| 5    | GTeam Gallarate     | .000 | 6 | 0 | 6 | 15  | 218 |

#### Classifica Girone H
| Pos. | Squadra             | PCT  | G | V | P | PF  | PS  |
| ---- | ------------------- | ---- | - | - | - | --- | --- |
| 1    | Chiefs Ravenna      | .833 | 6 | 5 | 1 | 230 | 53  |
| 2    | Cowboys Selvazzano  | .667 | 6 | 4 | 2 | 123 | 94  |
| 3    | Sentinels Isonzo    | .500 | 6 | 3 | 3 | 105 | 91  |
| 4    | Berserk Riolo Terme | .000 | 6 | 0 | 6 | 12  | 232 |

#### Classifica Girone I
| Pos. | Squadra           | PCT   | G | V | P | PF  | PS  |
| ---- | ----------------- | ----- | - | - | - | --- | --- |
| 1    | Knights Persiceto | 1.000 | 6 | 6 | 0 | 182 | 59  |
| 2    | Ravens Imola      | .667  | 6 | 4 | 2 | 180 | 93  |
| 3    | Thunders Trento   | .333  | 6 | 2 | 4 | 88  | 121 |
| 4    | Doves Bologna     | .000  | 6 | 0 | 6 | 45  | 222 |

## Playoff

### Tabellone
|  | Wild Card                    | Wild Card           |    |                     | Quarti di conference   | Quarti di conference |                     |                | Semifinali di conference | Semifinali di conference |                     |    | Finali di conference | Finali di conference |  |  | XV Nine Bowl | XV Nine Bowl |  |  |  |  |  |
|  |                              |                     |    |                     |                        |                      |                     |                |                          |                          |                     |    |                      |                      |  |  |              |              |  |  |  |  |  |
|  | Cowboys Selvazzano           | 0                   |    |                     | Knights Persiceto      | 14                   |                     |                |                          |                          |                     |    |                      |                      |  |  |              |              |  |  |  |  |  |
|  | Ravens Imola                 | 38                  |    |                     | Ravens Imola           | 36                   |                     |                |                          |                          |                     |    |                      |                      |  |  |              |              |  |  |  |  |  |
|  | Ravens Imola                 | 38                  |    | Ravens Imola        | Ravens Imola           | 36                   | 27                  |                |                          |                          |                     |    |                      |                      |  |  |              |              |  |  |  |  |  |
|  |                              |                     |    |                     |                        |                      | 27                  |                |                          |                          |                     |    |                      |                      |  |  |              |              |  |  |  |  |  |
|  |                              | Pirates Savona      | 0  |                     |                        |                      |                     |                |                          |                          |                     |    |                      |                      |  |  |              |              |  |  |  |  |  |
|  | Chiefs Ravenna               | Pirates Savona      | 0  | 42                  | Pirates Savona         | 34                   |                     |                |                          |                          |                     |    |                      |                      |  |  |              |              |  |  |  |  |  |
|  | Chiefs Ravenna               |                     |    | 42                  | Pirates Savona         | 34                   |                     |                |                          |                          |                     |    |                      |                      |  |  |              |              |  |  |  |  |  |
|  | Sentinels Isonzo             | 6                   |    |                     | Chiefs Ravenna         | 21                   |                     |                |                          |                          |                     |    |                      |                      |  |  |              |              |  |  |  |  |  |
|  | Sentinels Isonzo             | 6                   |    |                     |                        | 21                   |                     | Ravens Imola   | 28                       |                          |                     |    |                      |                      |  |  |              |              |  |  |  |  |  |
|  |                              |                     |    |                     |                        |                      |                     |                |                          |                          |                     |    |                      |                      |  |  |              |              |  |  |  |  |  |
|  |                              | Red Jackets Sarzana | 34 |                     |                        |                      |                     |                |                          |                          |                     |    |                      |                      |  |  |              |              |  |  |  |  |  |
|  | Predatori Golfo del Tigullio | Red Jackets Sarzana | 34 | 21                  |                        |                      | Red Jackets Sarzana | 68             |                          |                          |                     |    |                      |                      |  |  |              |              |  |  |  |  |  |
|  | Predatori Golfo del Tigullio |                     |    | 21                  |                        |                      | Red Jackets Sarzana | 68             |                          |                          |                     |    |                      |                      |  |  |              |              |  |  |  |  |  |
|  | Bills Cavallermaggiore       | 22                  |    |                     | Bills Cavallermaggiore | 7                    |                     |                |                          |                          |                     |    |                      |                      |  |  |              |              |  |  |  |  |  |
|  | Bills Cavallermaggiore       | 22                  |    | Red Jackets Sarzana | Bills Cavallermaggiore | 7                    | 54                  |                |                          |                          |                     |    |                      |                      |  |  |              |              |  |  |  |  |  |
|  |                              |                     |    |                     |                        |                      | 54                  |                |                          |                          |                     |    |                      |                      |  |  |              |              |  |  |  |  |  |
|  |                              | Wolverines Piacenza | 0  |                     |                        |                      |                     |                |                          |                          |                     |    |                      |                      |  |  |              |              |  |  |  |  |  |
|  | Gorillas Varese              | Wolverines Piacenza | 0  | 43                  | Wolverines Piacenza    | 10                   |                     |                |                          |                          |                     |    |                      |                      |  |  |              |              |  |  |  |  |  |
|  | Gorillas Varese              |                     |    | 43                  | Wolverines Piacenza    | 10                   |                     |                |                          |                          |                     |    |                      |                      |  |  |              |              |  |  |  |  |  |
|  | Hammers Lario                | 0                   |    |                     | Gorillas Varese        | 8                    |                     |                |                          |                          |                     |    |                      |                      |  |  |              |              |  |  |  |  |  |
|  | Hammers Lario                | 0                   |    |                     |                        |                      |                     |                |                          |                          | Red Jackets Sarzana | 22 |                      |                      |  |  |              |              |  |  |  |  |  |
|  |                              |                     |    |                     |                        |                      |                     |                |                          |                          |                     |    |                      |                      |  |  |              |              |  |  |  |  |  |
|  |                              | Steelers Terni      | 7  |                     |                        |                      |                     |                |                          |                          |                     |    |                      |                      |  |  |              |              |  |  |  |  |  |
|  | Mad Bulls Barletta           | Steelers Terni      | 7  | 12                  |                        |                      | Eagles Salerno      | 31             |                          |                          |                     |    |                      |                      |  |  |              |              |  |  |  |  |  |
|  | Mad Bulls Barletta           |                     |    | 12                  |                        |                      | Eagles Salerno      | 31             |                          |                          |                     |    |                      |                      |  |  |              |              |  |  |  |  |  |
|  | Highlanders Catanzaro        | 28                  |    |                     | Highlanders Catanzaro  | 8                    |                     |                |                          |                          |                     |    |                      |                      |  |  |              |              |  |  |  |  |  |
|  | Highlanders Catanzaro        | 28                  |    | Eagles Salerno      | Highlanders Catanzaro  | 8                    | 2                   |                |                          |                          |                     |    |                      |                      |  |  |              |              |  |  |  |  |  |
|  |                              |                     |    |                     |                        |                      | 2                   |                |                          |                          |                     |    |                      |                      |  |  |              |              |  |  |  |  |  |
|  |                              | Steelers Terni      | 31 |                     |                        |                      |                     |                |                          |                          |                     |    |                      |                      |  |  |              |              |  |  |  |  |  |
|  | Storms CUS Pisa              | Steelers Terni      | 31 | 27                  | Steelers Terni         | 7                    |                     |                |                          |                          |                     |    |                      |                      |  |  |              |              |  |  |  |  |  |
|  | Storms CUS Pisa              |                     |    | 27                  | Steelers Terni         | 7                    |                     |                |                          |                          |                     |    |                      |                      |  |  |              |              |  |  |  |  |  |
|  | Black Hammers Ostia          | 6                   |    |                     | Storms CUS Pisa        | 6                    |                     |                |                          |                          |                     |    |                      |                      |  |  |              |              |  |  |  |  |  |
|  | Black Hammers Ostia          | 6                   |    |                     |                        | 6                    |                     | Steelers Terni | 38                       |                          |                     |    |                      |                      |  |  |              |              |  |  |  |  |  |
|  |                              |                     |    |                     |                        |                      |                     |                |                          |                          |                     |    |                      |                      |  |  |              |              |  |  |  |  |  |
|  |                              | Veterans Grosseto   | 0  |                     |                        |                      |                     |                |                          |                          |                     |    |                      |                      |  |  |              |              |  |  |  |  |  |
|  | Crabs Pescara                | Veterans Grosseto   | 0  | 7                   |                        |                      | Jokers Pesaro       | 34             |                          |                          |                     |    |                      |                      |  |  |              |              |  |  |  |  |  |
|  | Crabs Pescara                |                     |    | 7                   |                        |                      | Jokers Pesaro       | 34             |                          |                          |                     |    |                      |                      |  |  |              |              |  |  |  |  |  |
|  | Etruschi Livorno             | 26                  |    |                     | Etruschi Livorno       | 21                   |                     |                |                          |                          |                     |    |                      |                      |  |  |              |              |  |  |  |  |  |
|  | Etruschi Livorno             | 26                  |    | Jokers Pesaro       | Etruschi Livorno       | 21                   | 6                   |                |                          |                          |                     |    |                      |                      |  |  |              |              |  |  |  |  |  |
|  |                              |                     |    |                     |                        |                      | 6                   |                |                          |                          |                     |    |                      |                      |  |  |              |              |  |  |  |  |  |
|  |                              | Veterans Grosseto   | 16 |                     |                        |                      |                     |                |                          |                          |                     |    |                      |                      |  |  |              |              |  |  |  |  |  |
|  | Veterans Grosseto            | Veterans Grosseto   | 16 | 41                  | Patriots Bari          | 21                   |                     |                |                          |                          |                     |    |                      |                      |  |  |              |              |  |  |  |  |  |
|  | Veterans Grosseto            |                     |    | 41                  | Patriots Bari          | 21                   |                     |                |                          |                          |                     |    |                      |                      |  |  |              |              |  |  |  |  |  |
|  | Achei Crotone                | 15                  |    |                     | Veterans Grosseto      | 24 ot                |                     |                |                          |                          |                     |    |                      |                      |  |  |              |              |  |  |  |  |  |

## XV NineBowl
Il XV Ninebowl si è disputato il 28 giugno 2014 allo Stadio Loris Rossetti di Cecina. L'incontro è stato vinto dai Red Jackets Sarzana sugli Steelers Terni con il risultato di 22 a 7.

## Verdetti
- Red Jackets Sarzana Vincitori del Nine Bowl 2014